# گوشت بز

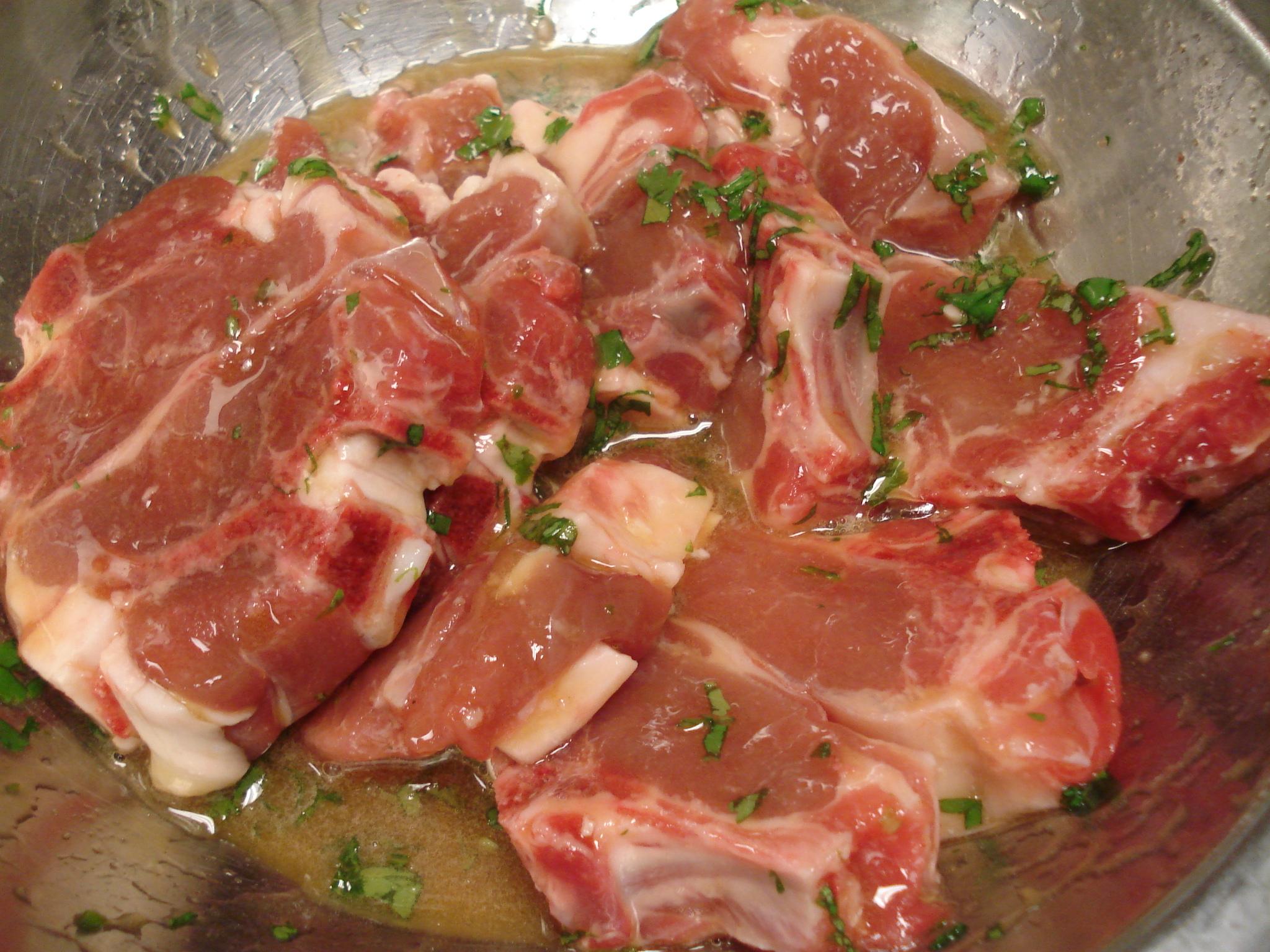
گوشت بز خام

گوشت بز، گوشت یک بز اهلی (Capra aegagrus hircus)است. نام رایج گوشت بز به همین سادگی «بز» است، اگرچه گوشت بزهای بالغ را چوون می‌نامند، در حالی که از گوشت بزهای جوان می‌توان به عنوان کاپرتو (ایتالیا)، کابریتو (اسپانیا) یا بچه بز نام برد. در جنوب آسیا، جایی که کاری گوشت گوسفندی رواج دارد، "گوشت گوسفندی" هم برای گوشت بز و هم برای گوشت بره استفاده می‌شود. وزارت کشاورزی ایالات متحده اصطلاح "chevon" , chèvre (بز) و mouton ('گوسفند'، 'گوشت گوسفندی') در دهه ۱۹۲۰ را معرفی کرد. : 19  طبق تحقیقات بازار، مصرف‌کنندگان در ایالات متحده نام آشپزی شبه فرانسوی زبان "chevon" را ترجیح می‌دهند. «کابریتو»، واژه‌ای با اصالت اسپانیایی و پرتغالی، به‌طور خاص به گوشت یک بز جوان و شیر خورده اشاره دارد.

## در آشپزی
بز هم غذای اصلی و هم غذای لذیذ در غذاهای جهان است. غذاهایی که بیشتر به دلیل استفاده از بز شناخته می‌شوند شامل غذاهای آفریقایی، خاورمیانه، آفریقای شمالی ، آفریقای غربی، هندی، اندونزیایی، نپالی، بنگلادشی، پاکستانی، مکزیکی، کارائیب (هائیتی) و اکوادور است. کابریتو، یا بچه بز، غذایی بسیار معمولی از مونتری، نوئو لئون، مکزیک است. در ایتالیا "capretto" نامیده می‌شود. گوشت بز نسبت به گوشت گاو شور و شیرین است  اما کمی شیرین تر از گوشت گوسفند است. می‌توان آن را در یک از راه‌های مختلفی، مانند در حال آماده شدن خورشتی، پرداخت شده، پخته، کبابی، کبابی، چرخ شده، کنسرو، سرخ شده، یا ساخته شده را سوسیس تهیه کرد.

## مشخصات

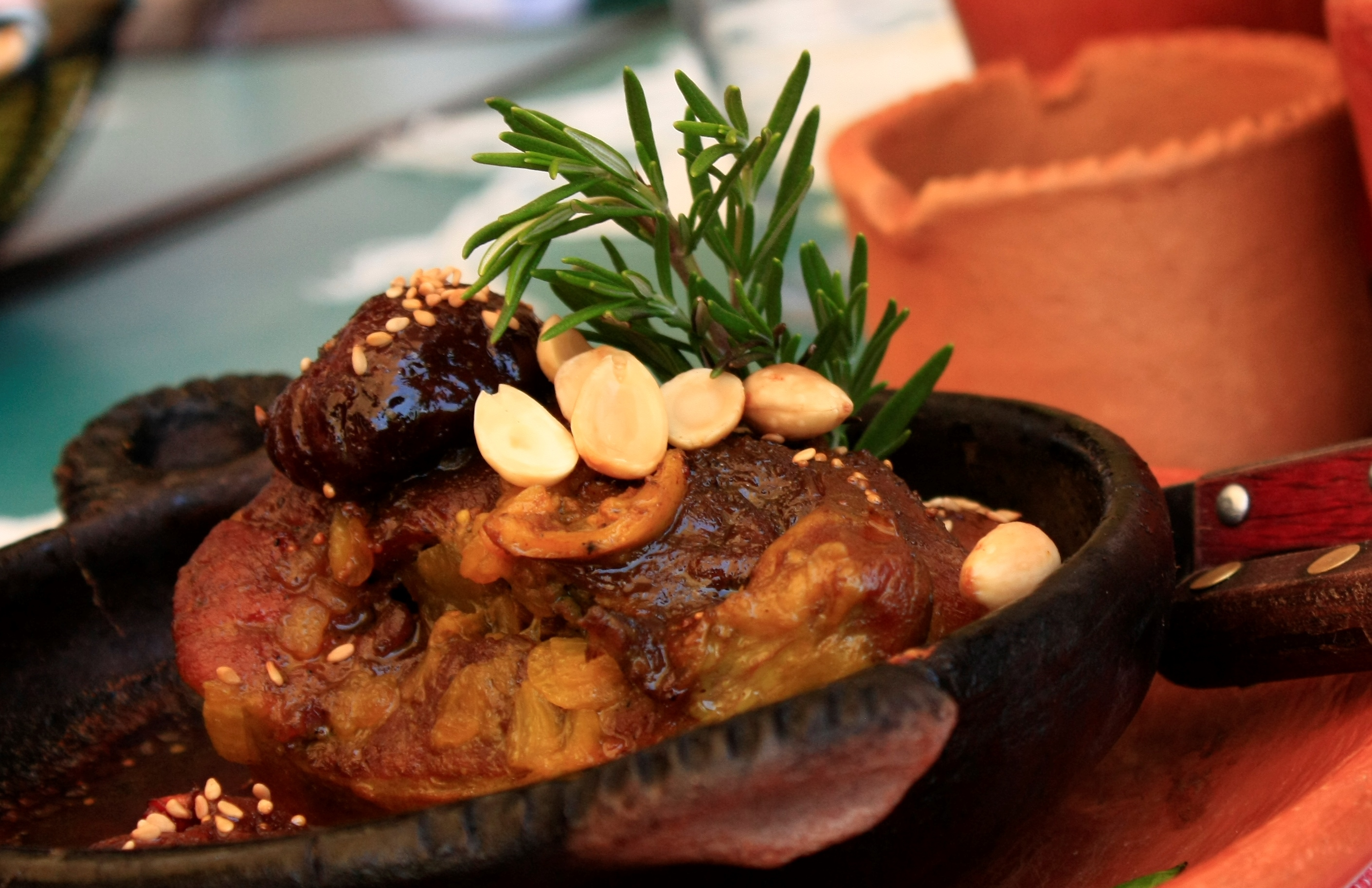
یک تاجین گوشت بز

گوشت بز به داشتن طعم قوی شهرت دارد اما بسته به نحوه پرورش و تهیه آن طعم و مزه نیز می‌تواند ملایم باشد. فرهنگ‌های کارائیب غالباً گوشت را از بز بالغ ترجیح می‌دهند که بیشتر تند باشد، در حالی که برخی دیگر از فرهنگ‌ها گوشت را که از بزهای جوانتر از شش تا نه ماه گذشته باشد ترجیح می‌دهند. دنده، کمر و گوشت بز فیله برای پخت سریع مناسب است، در حالی که سایر برش‌ها برای پخت طولانی مناسب است.  علی‌رغم اینکه به عنوان گوشت قرمز طبقه‌بندی می‌شود، بز لاغرتر و حاوی کلسترول و چربی کمتری نسبت به گوشت بره و گوشت گاو است، و انرژی کمتری نسبت به گوشت گاو یا مرغ دارد.  بنابراین، برای حفظ حساسیت و رطوبت به پخت‌وپز کم و حرارت نیاز دارد.

## تولید
بزها نسبت به گاوهای گوشتی کمتر علوفه مصرف می‌کنند. یک هکتار مراتع می‌تواند ۲۵ بز یا بیشتر را حفظ کند، در حالی که این مقدار ۵ استر است. یک بز ممکن است ۴۰ پوند (۱۸ کیلوگرم) گوشت تولید کند، که بسیار کمتر از گوشت گاو یا خوک است، و اغلب باعث می‌شود بزها برای پردازنده‌های گوشت امروزی نامناسب باشند. 